# 刘古香

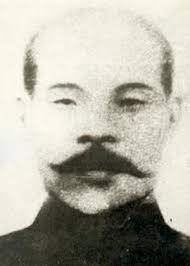
革命党人刘古香

刘古香（1874年—1913年10月13日），原名起今，字古香，广西马平人。
刘古香为清末庚子、辛丑并科举人，后就读于柳州府学、广州广雅书院、广东将弁学堂。后前往日本，并于1907年加入中国同盟会。回国后，建立柳州同盟会组织。1909年发动柳城太平起义失败，1911年参加三二九起义再次失败。辛亥革命广东光复后，任广东都督府秘书长。后回柳州，任右江军总司令、右江水陆统领、广西陆军第五军统领等职。二次革命中，因部下沈鸿英叛变而被捕，后遇害。